# Dyscia
Dyscia är ett släkte av fjärilar som beskrevs av Jacob Hübner 1825. Dyscia ingår i familjen mätare.

## Bildgalleri

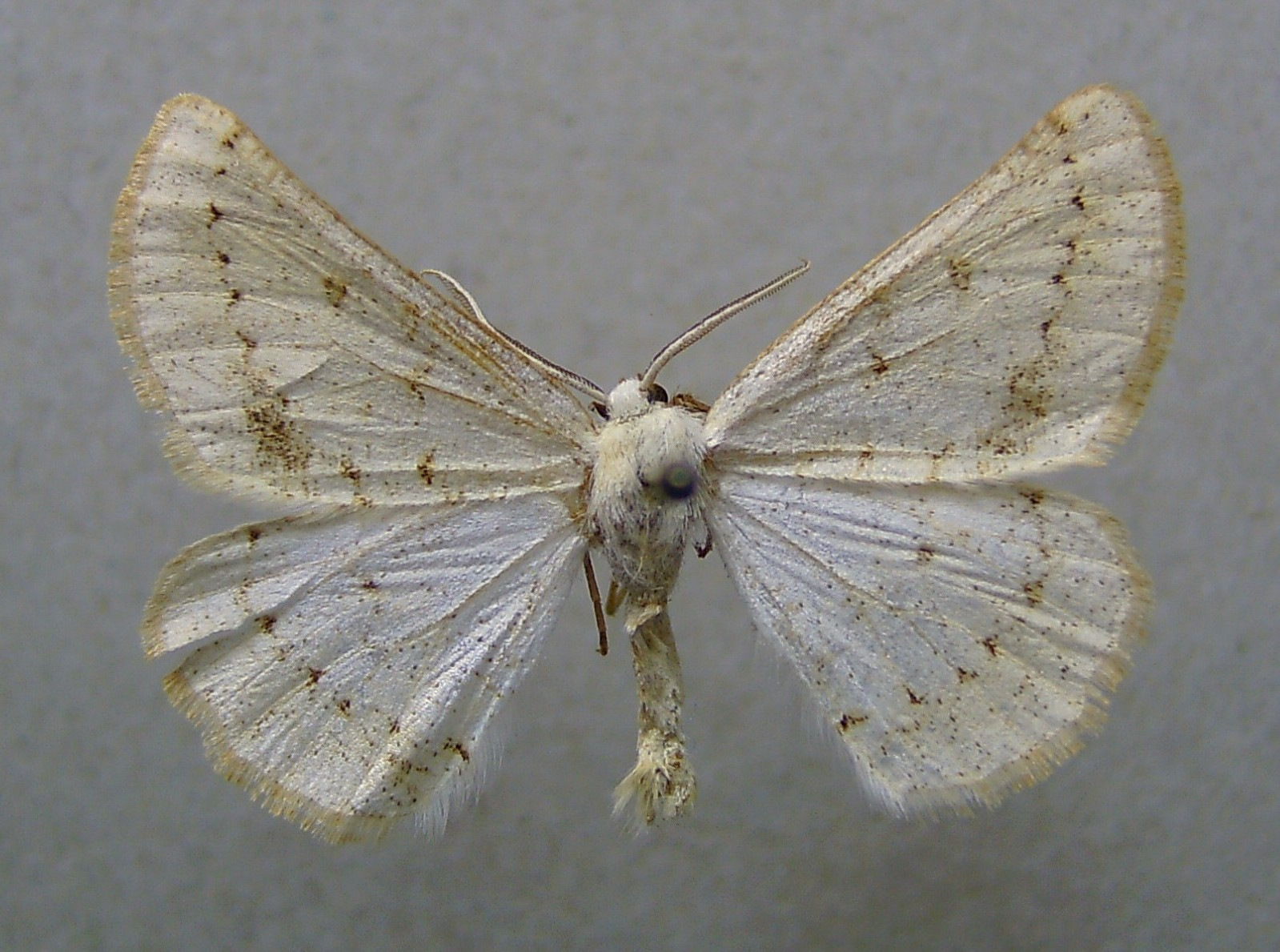
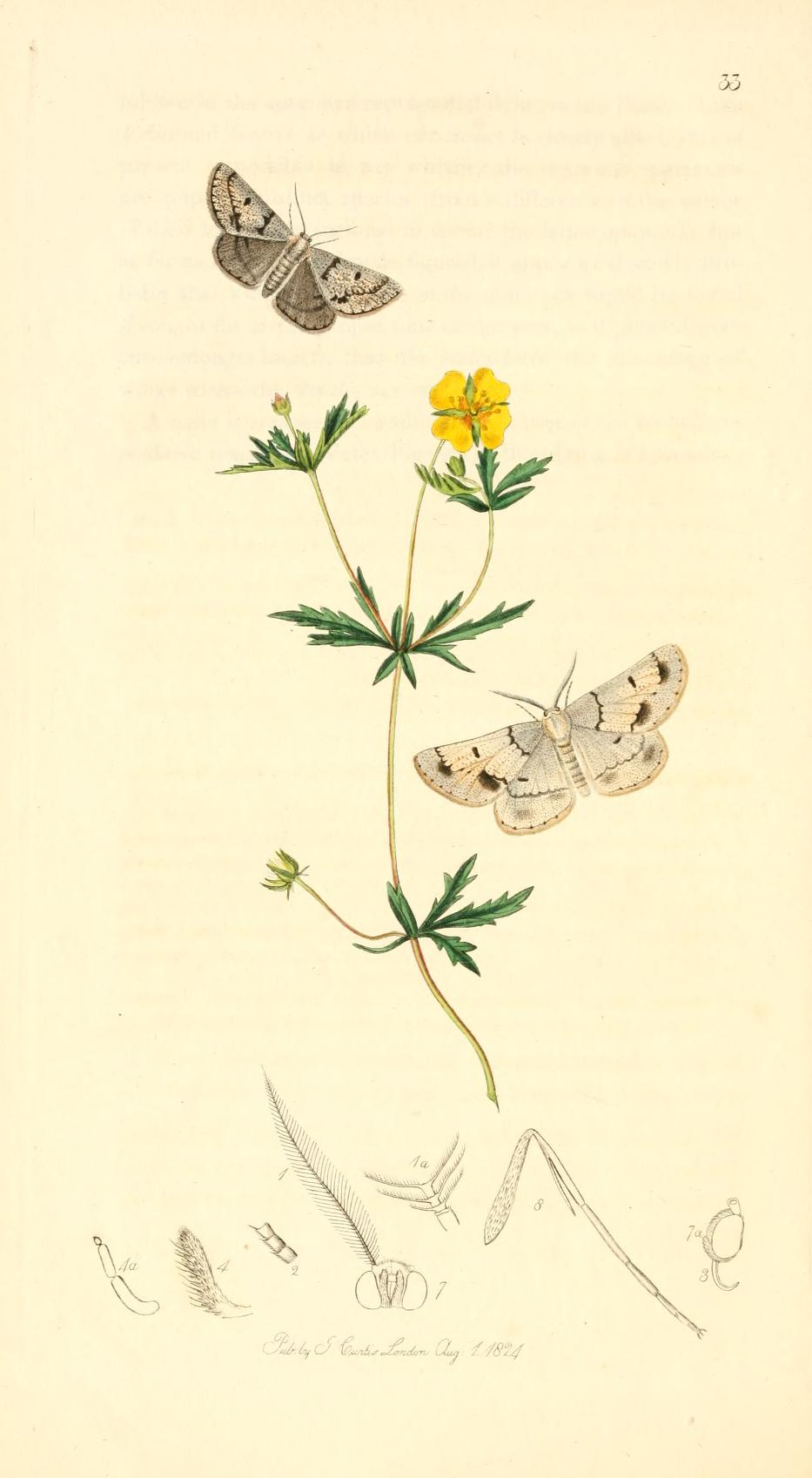
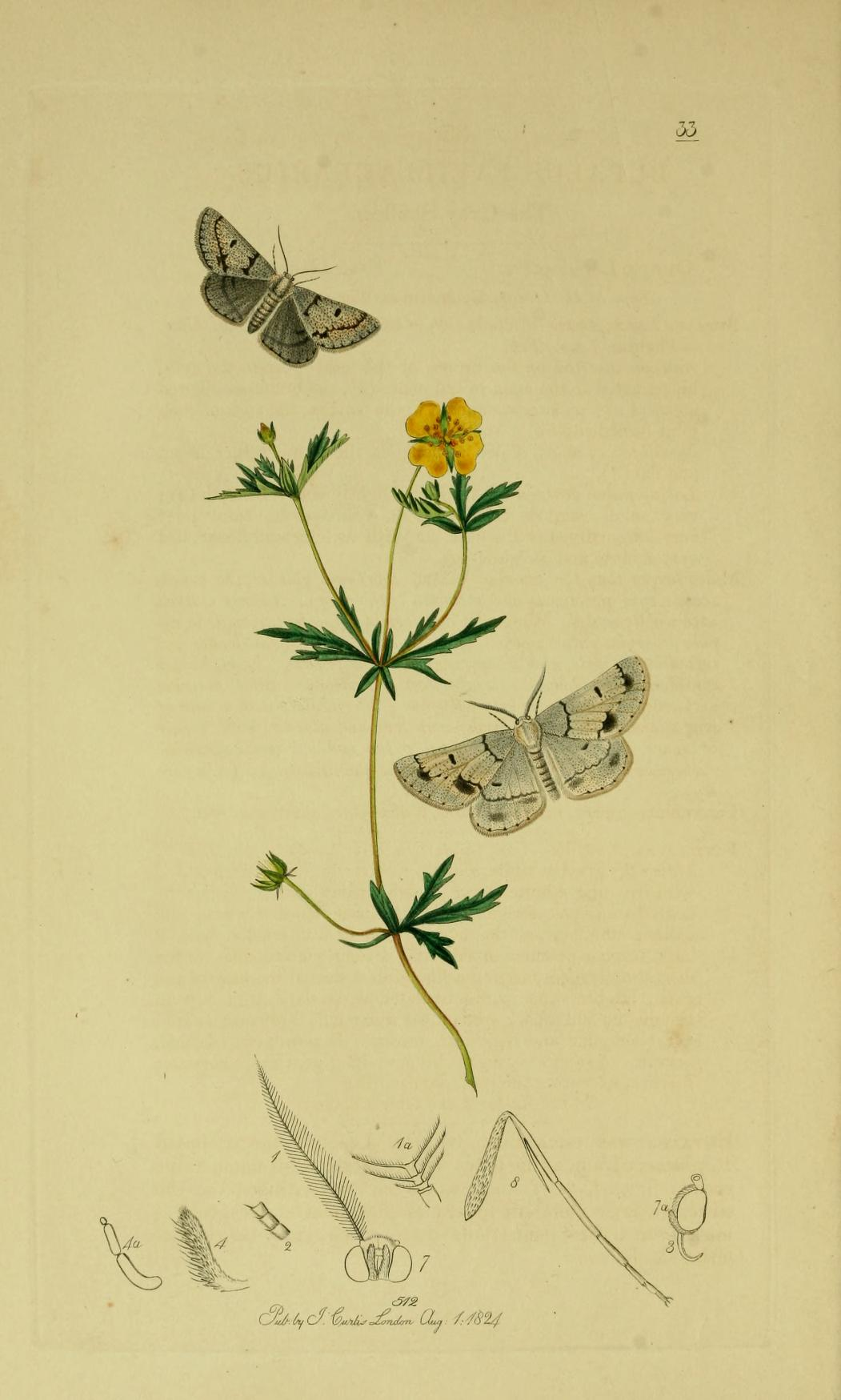
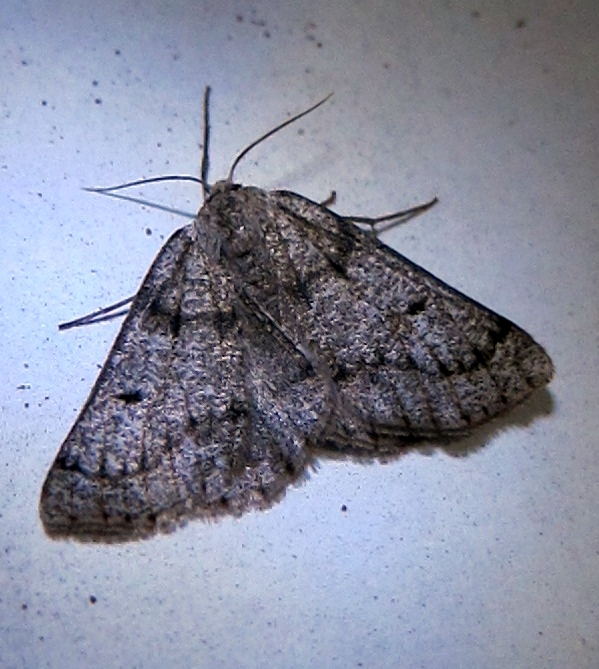
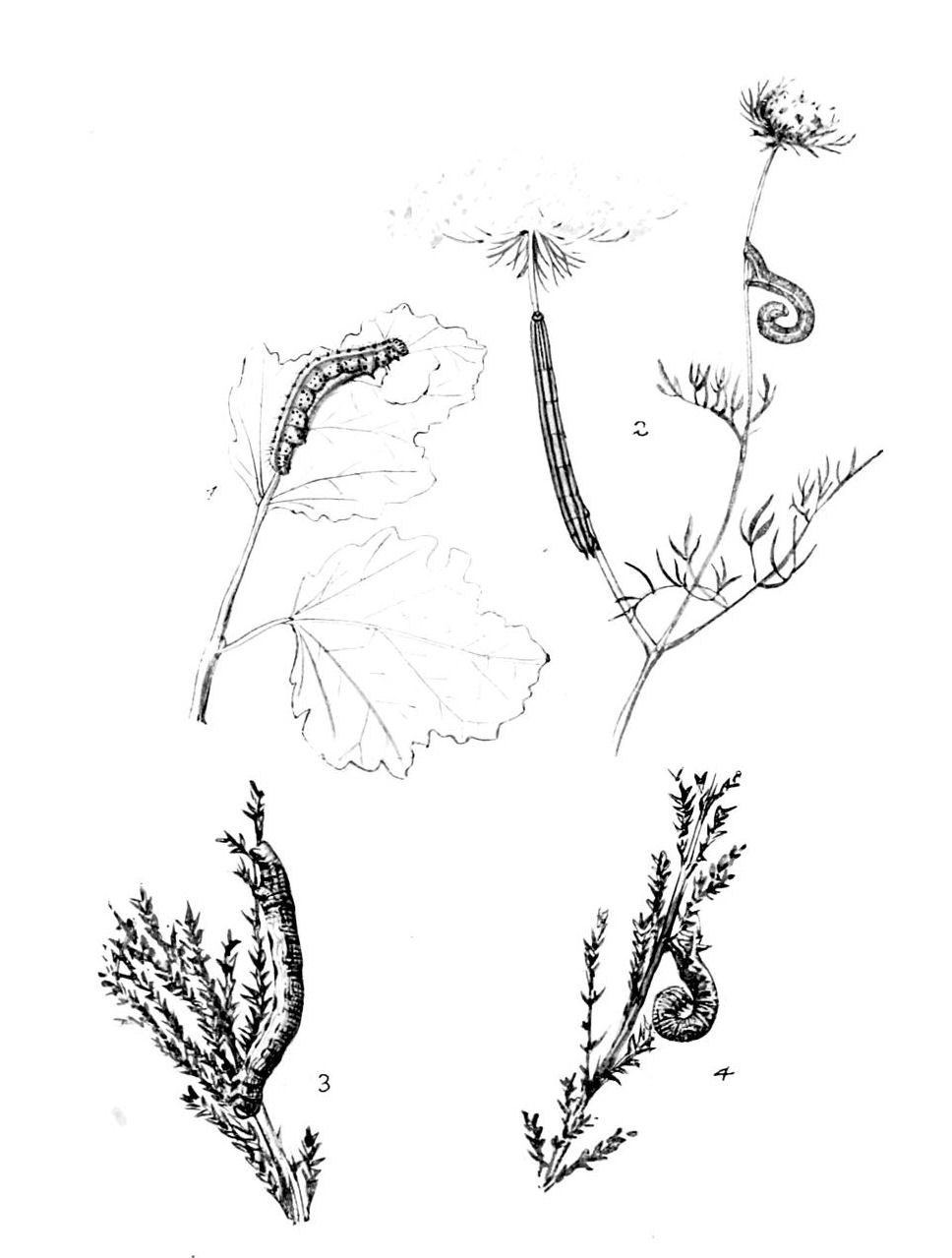
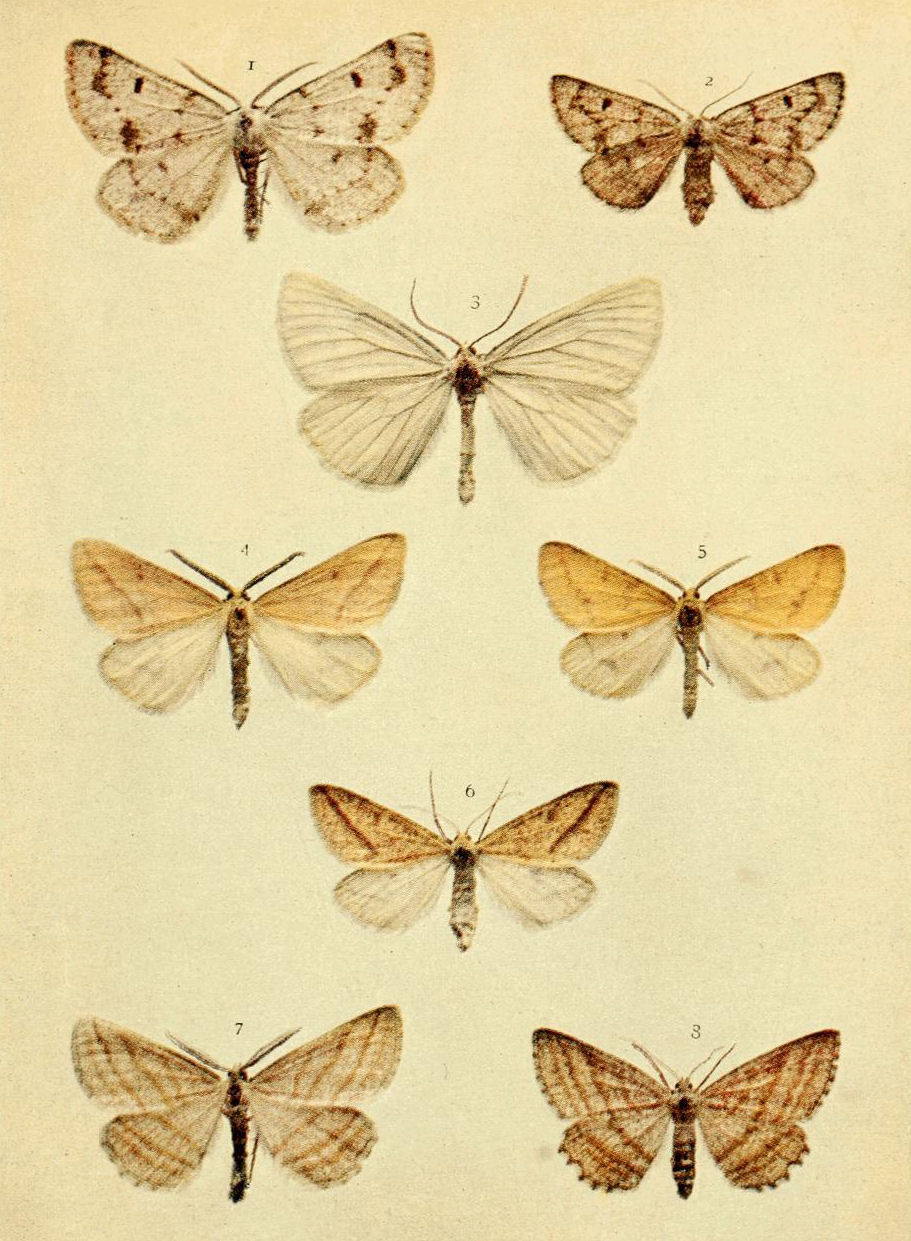

## Dottertaxa tillDyscia, i alfabetisk ordning[1][2]
- Dyscia agacles
- Dyscia albersaria
- Dyscia albescens
- Dyscia albidaria
- Dyscia albirosea
- Dyscia alvarensis
- Dyscia aspersaria
- Dyscia atlantica
- Dyscia austauti
- Dyscia belgaria
- Dyscia belgiaria
- Dyscia belgicaria
- Dyscia combustaria
- Dyscia conspersaria
- Dyscia crassipunctaria
- Dyscia cunicularia
- Dyscia cuniculina
- Dyscia dagestana
- Dyscia deminutaria
- Dyscia distinctaria
- Dyscia distinctissima
- Dyscia dodonaeeti
- Dyscia duanjiao
- Dyscia duponti
- Dyscia eisenbergi
- Dyscia emucidaria
- Dyscia fagaria
- Dyscia favillacearia
- Dyscia favillacearius
- Dyscia fleischmanni
- Dyscia fusca
- Dyscia galactaria
- Dyscia hispanaria
- Dyscia holli
- Dyscia ilivolans
- Dyscia innocentaria
- Dyscia inspersaria
- Dyscia integeraria
- Dyscia karshazti
- Dyscia lentiscaria
- Dyscia leucogrammaria
- Dyscia malatyana
- Dyscia mediopunctaria
- Dyscia medioumbraria
- Dyscia nachadira
- Dyscia naevata
- Dyscia negrama
- Dyscia nelvaria
- Dyscia nigerrima
- Dyscia nobiliaria
- Dyscia obfuscaria
- Dyscia osmanica
- Dyscia pennulataria
- Dyscia penulataria
- Dyscia perdistincta
- Dyscia permutata
- Dyscia phthinopora
- Dyscia plebejaria
- Dyscia postdelineata
- Dyscia psoricaria
- Dyscia raunaria
- Dyscia rubentaria
- Dyscia rungsi
- Dyscia scannaria
- Dyscia senecai
- Dyscia serena
- Dyscia sicanaria
- Dyscia signata
- Dyscia simplicaria
- Dyscia splichali
- Dyscia sultanica
- Dyscia theodoraria
- Dyscia trabucaria
- Dyscia turturaria
- Dyscia variegata
- Dyscia vernalis